# Спас на Водах (Санкт-Петербург)
Це́рковь Спаса на Водах (церковь Гефсиманского борения Христа Спасителя) — утраченный православный храм-памятник в Санкт-Петербурге, находившийся на Ново-Адмиралтейском острове. Был построен в 1910—1911 годах в память о моряках, погибших в войне с Японией в 1904—1905 годах. Разрушен коммунистами в 1932 году. На его месте возведена памятная часовня, предполагается восстановление храма.

## История
Храм Спаса на Водах был построен в память моряков, погибших в период войны с Японией в 1904—1905 годах (наибольшее количество в Цусимском сражении).
Место под строительство храма, которое находилось в конце Английской набережной, невдалеке от верфей, в которых рождались корабли Русского флота, было освящено 19 февраля (4 марта) 1909 года на территории Ново-Адмиралтейского завода.
Закладка церкви епископом Вологодским Никоном (Рождественским) состоялась 15 (28) мая 1910 года в годовщину Цусимского сражения и сопровождалась крестным ходом из Никольского морского собора. В закладной камень великая княжна Ольга Константиновна положила солдатский Георгиевский крест.
Архитектором храма был Мариан Перетяткович. В создании проекта участвовали Николай Покровский и С. Н. Смирнов.
Сначала 28 июля (10 августа) 1911 года в присутствии родственников погибших военным протопресвитером Георгием Шавельским был освящён нижний храм. Торжественное освящение верхнего храма состоялось 31 июля (13 августа) 1911 года. На нём присутствовал император с дочерями, королева Ольга Константиновна, её брат — великий князь Константин Константинович и другие члены императорской семьи.
В 1913 году при храме было открыто благотворительное братство. 20 декабря 1919 года храм стал приходским. С 20 февраля по 31 марта 1924 года церковь не действовала, но затем была снова передана верующим.
В 1924 году в храме принёс покаяние и был принят в общение с Православной церковью в сане иеромонаха обновленческий епископ Владимир (Пищулин). В январе 1928 года причт церкви примкнул к «непоминающим». Но уже в 1931 году вернулся в Патриаршую церковь.
8 марта 1932 года храм был окончательно закрыт и вскоре взорван, несмотря на тысячи собранных подписей. Причт и часть прихожан были репрессированы.

## Архитектура, убранство
Храм возводился по подобию Владимиро-суздальских церквей XII века. Его возведение являлось первой попыткой научной реконструкции древнейших русских соборов. Новый храм, по замыслу строителей, должен был воскресить замечательные традиции древнерусского зодчества.
Место расположения храма было выбрано удачно. Облицованный белым камнем, он очень красиво смотрелся с Невы, замыкая перспективу набережной.
Храм был рассчитан на 300—400 прихожан.

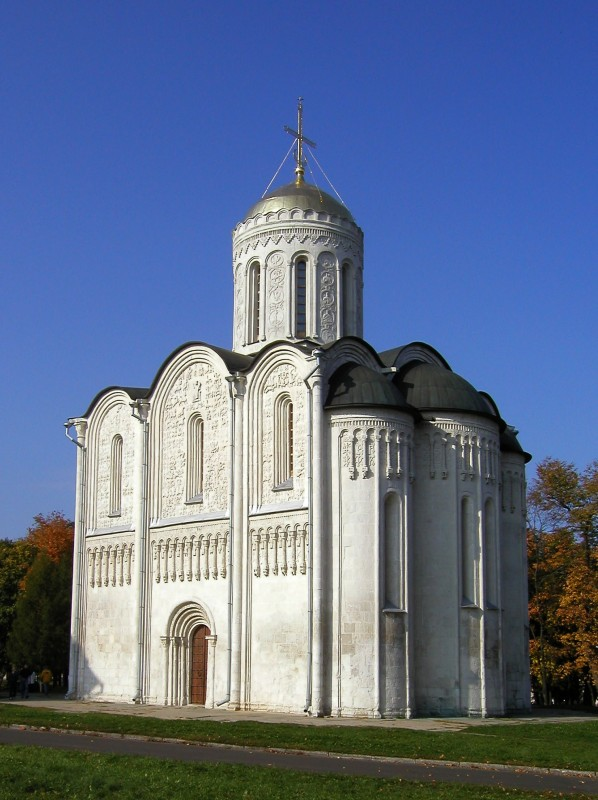
Дмитриевский собор — один из образцов для Спаса-на-Водах

В отделке участвовали многие известные художники. Каменные рельефы на фасаде и барабане исполнил Борис Микешин, взяв за образец Дмитриевский собор во Владимире.
В церковь вели ворота, над которыми находились звонница и мозаичная икона «Нерукотворного Спаса» по эскизу Виктора Васнецова.
Рельефные двери, обложенные медью, имитировали врата XIII века в суздальском соборе Рождества Богородицы. Главка церкви была покрыта золотой смальтой.
Храм был двухэтажным и состоял из нижнего храма во имя святителя Николая Чудотворца и верхнего — в честь Гефсиманского борения Христа Спасителя.

### Верхний храм
В верхнем храме на алтарной стене находилась исполненная по эскизу Николая Бруни мозаика «Спаситель, шествующий по водам». Две мозаичные иконы на столбах были выполнены по эскизам художников Виктора Васнецова и Николая Бруни — «Моление о чаше» и «Несение креста».
Иконостас был исполнен в древнем стиле из резного светло-серого камня и имел два яруса. Царские врата были изготовлены из чеканной бронзы. Алтарной завесой являлся Андреевский флаг.
Интерьер до конца не был расписан. На одной из стен находилась картина «Спаситель благословляет погибающих на крейсере „Светлана“» Александра Новоскольцева.
Бронзовые паникадила-хоросы висели на якорных цепях. Дарохранительница имела вид самого храма и была выточена из белого мрамора.

### Нижний храм
Вход в нижний храм был через узкий коридор.
Низкие своды нижнего храма покрывала выполненная Михаилом Адамовичем сплошная роспись, изображавшая евангельские сцены и житие покровителя моряков святителя Николая Чудотворца.
Деревянный двухъярусный иконостас, покрытый парчой и басмой, был украшен бронзовыми накладками. Царские врата были подарены строителем храма С. Н. Смирновым и датировались XVI веком. Местный Казанский образ Божией Матери был шит золотом.
Крытой галереей храм соединялся с башней, где располагался морской музей, и звонницей, связанной, в свою очередь, галереей с домом причта.

## Храм-памятник
Уникальный храм-памятник стал «символом братской могилы для погибших без погребения героев-моряков» в русско-японской войне 1904—1905 годов.
Одна[кто?] из петербургских газет писала: «Там, где Нева, миновав все навесы мостов, вольно несёт свои волны в море, на берегу, оглушаемом шумом Нового Адмиралтейства, высится белый храм… Этот храм Христа Спасителя, сооружённый для вечного поминовения моряков, убиенных в русско-японскую войну».
В память об их подвиге на фронтоне храма было начертано: «больше сея любви никтоже имать, да кто душу свою положит за други своя».
По стенам верхнего храма собора древней славянской вязью были начертаны названия:
- эскадренных броненосцев «Петропавловск», «Ослябя», «Наварин»;
- крейсеров «Дмитрий Донской» и «Паллада»;
- миноносцев «Стерегущий», «Грозный» и «Громкий»;
- транспортов «Камчатка» и «Иртыш» и всех остальных судов Первой и Второй Тихоокеанских эскадр, а также Владивостокского отряда крейсеров — всего 91 корабля.

Под каждым из названий кораблей были указаны эскадры, куда они входили, и даты боёв, в которых принимали участие, с числом погибших (всего 8269 человек). Перечислялись они поимённо, с указанием воинских званий и занимаемых должностей. Их имена отливались на медных досках, замурованных в стены.
Иконы, расположенные над названиями кораблей, в ряде случаев были подлинными, спасёнными экипажами или поднятыми с затонувших кораблей; некоторые заменяли копиями: их специально для храма выполнили в мастерской московского иконописца В. П. Гурьянова.
На памятных досках были перечислены и те, кто, оставив свои корабли, ушли на сухопутный фронт и погибли на батареях Порт-Артура, а также те, кто скончался от ран в Японии.
Главным запрестольным образом храма был образ Христа, шествующего по водам.
Многое из церковной утвари храма было поднесено в память об участниках Цусимского сражения:
- Евангелие подарила княгиня С. М. Волконская, чей сын погиб при Цусиме;
- Хоругви — вдова адмирала З. П. Рожественского.

Помимо обычных поминальных служб, в храме традиционно ежегодно 31 марта (13 апреля) служилась панихида по адмиралу Степану Осиповичу Макарову и экипажу погибшего броненосца «Петропавловск». На службе, как правило, присутствовали участники войны великие князья Борис и Кирилл Владимировичи.

## Настоятель
| Настоятель храма                     | Настоятель храма                                     |
| Даты                                 | Настоятель                                           |
| ------------------------------------ | ---------------------------------------------------- |
| 16 (29) сентября 1911 — 8 марта 1932 | священник Владимир Александрович Рыбаков (1870—1934) |

## Возрождение

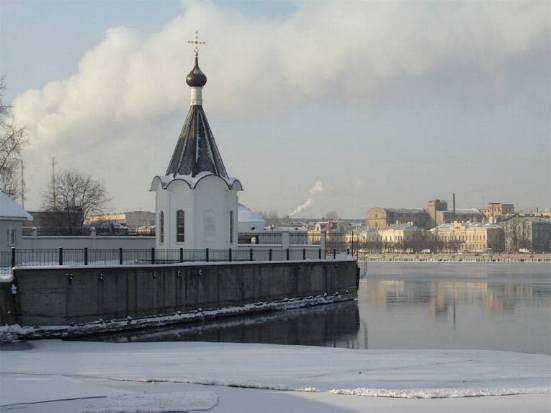
Часовня храма Спаса на Водах

В 1990 году был создан Комитет по восстановлению храма Спаса на Водах. Восстановление храма осложняется тем, что на части фундамента храма стоит производственный корпус «Адмиралтейских верфей». Поэтому, хотя в своё время храм не имел часовни, комитет, как предтечу возрождения храма, возвёл часовню, которая в дальнейшем должна будет органично сочетаться с возрождённым храмом.
В 1995 году сотрудники Государственного Русского музея обнаружили в подвалах Русского музея четыре мозаики храма Спас-на-Водах, ранее считавшиеся утраченными.
В том же году архитектор Дмитрий Бутырин подготовил проект восстановления церкви и постройки часовни.
Сейчас существует проблема создания Ново-Адмиралтейского моста на том же месте.
27 мая 1998 года — в 93-ю годовщину Цусимского сражения на месте храма была заложена часовня.
По благословению митрополита Санкт-Петербургского и Ладожского Владимира, в основание новой часовни был положен закладной камень, мраморная доска с каноническим памятным текстом и Георгиевской крест, привезённый из Франции внуком одного из строителей первого храма Спас-на-Водах.
23 мая 2002 года состоялось торжественное поднятие креста на часовню. В церемонии приняли участие потомки эмигрировавших из России после революции русских морских офицеров, моряки, ветераны флота и курсанты военно-морских заведений Северной столицы.
Часовня восстанавливалась Общественной организацией «Санкт-Петербургский комитет восстановления храма Спаса-на-Водах». Крест, установленный на часовне, повторяет очертания креста, венчавшего Спас-на-Водах в начале XX века: в силуэте использованы стилизованные штурвал и якоря.
24 мая 2003 года часовня торжественно была освящена. После освящения в часовню были переданы в дар церковные и морские реликвии, которые хранились в семьях потомков российских морских офицеров.
В настоящее время в часовне регулярно совершаются панихиды по погибшим морякам.